# 広瀬宗直
広瀬 宗直（ひろせ むねなお、生没年不詳）は、安土桃山時代の武将。兵庫頭と称した。

## 生涯
広瀬氏は飛騨国吉城郡広瀬郷（現在の岐阜県高山市国府町）を発祥とする国人で、宗直は飛騨国高堂城主・広瀬宗域の子または弟ともされる。 
天正11年（1583年）、宗域が姉小路頼綱によって殺されると、宗直は飛騨を出奔して北国に落ち延びた後（『飛騨略記』）、越前国大野郡を領していた金森長近を頼った。また、宗直の他にも江馬時政・鍋山右近大夫・牛丸親綱など、頼綱によって所領を追われた飛騨牢人衆が長近によって扶持されており、天正12年（1584年）9月には長近が宗直ら飛騨牢人衆に飛騨侵攻の準備を進めさせておくよう家臣の石徹白長澄に指示を与えている。
翌天正13年（1585年）8月、羽柴秀吉の命を受けた長近が飛騨に侵攻すると、宗直は他の飛騨牢人衆とともに金森軍の先鋒を務めて飛騨に帰国を果たした（飛騨征伐）。しかし頼綱追討後も旧領が回復されないことに不満を抱き、同年10月には江馬、鍋山とともに一揆を起こすが、長近・可重父子によって鎮圧された。その後、江馬、鍋山は自害に追い込まれるが、宗直は信濃国（または近江国とも）に落ち延びた後、井伊氏に仕えたという（『飛騨編年史要』）。